# Sam Tanson

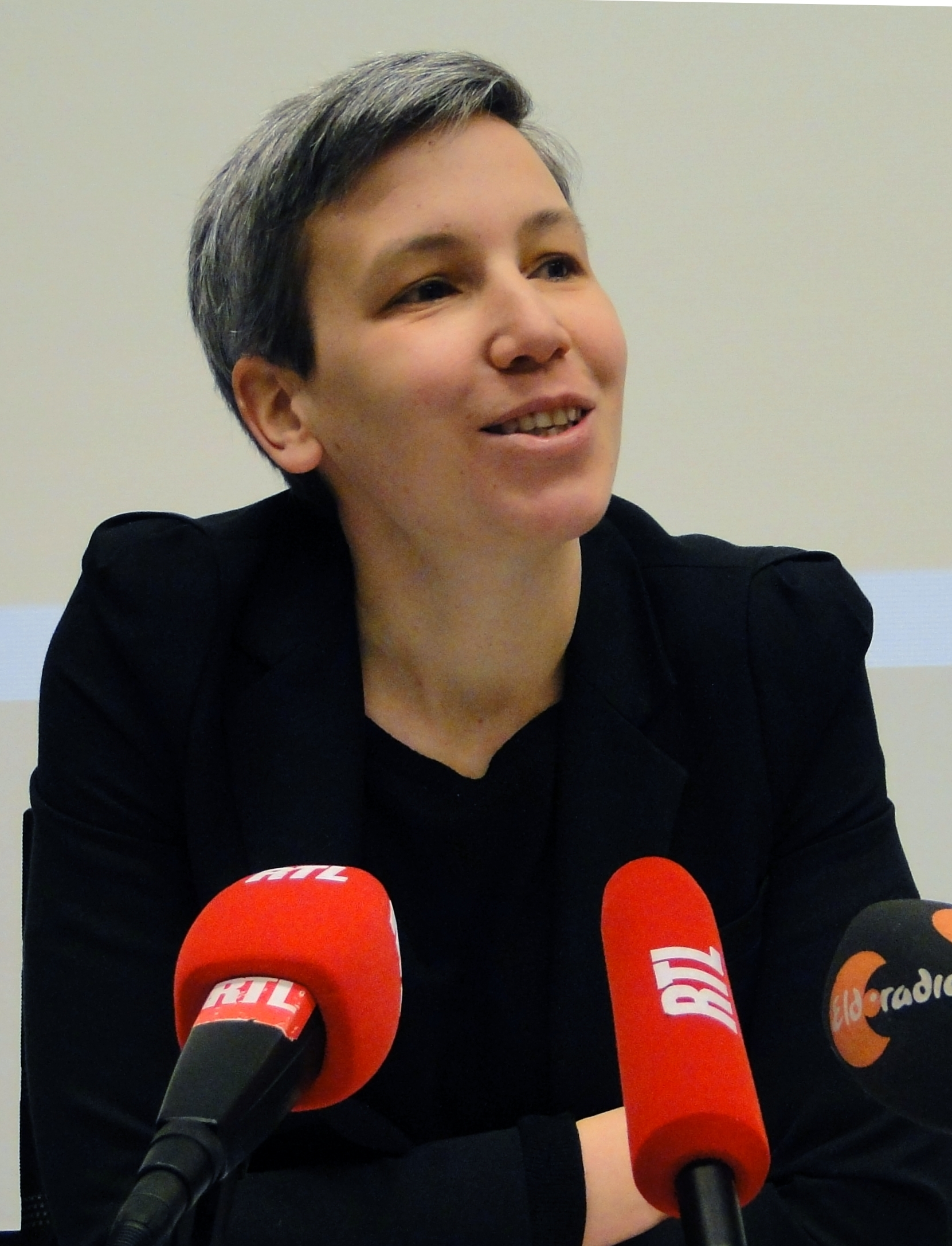
Sam Tanson (2015)

Samantha Tanson (geboren 4. April 1977) ist eine luxemburgische Anwältin und Politikerin (Grüne). Sie war zunächst seit dem 5. Dezember 2018  Ministerin für Wohnungsbau und Ministerin für Kultur in der Regierung Bettel-Schneider-Braz. Im September 2019 übernahm sie zunächst kommissarisch das Amt der Justizministerin. Von Oktober 2019 bis November war Tanson Ministerin für Justiz und Kultur.

## Leben
Sam Tanson studierte in Paris an der Sorbonne und schloss ihr Studium mit einer Maîtrise der Rechtswissenschaften und einem Diplom am Institut d’études politiques erfolgreich ab.
Sie war Mitarbeiterin der Luxemburger Wochenzeitung d’Lëtzebuerger Land und von 2002 bis 2005 Journalistin bei RTL Radio Lëtzebuerg. Seit 2005 war sie als Anwältin tätig.
Sam Tanson war 2009 eine von zwei Sprechern der Jugendorganisation der Partei Déi Gréng; von November 2009 bis 2010 war sie Sprecherin der Partei (zusammen mit Christian Goebel) und wurde anschließend Parteipräsidentin. Außerdem ist sie Vizepräsidentin der Parteistiftung Grénger Stëftung (zusammen mit Claude Turmes).
In den Jahren 2011 bis 2018 saß Tanson für die Grünen im Gemeinderat der Stadt Luxemburg, davon von 2013 bis 2017 als Erste Schöffin, verantwortlich für die Bereiche Finanzen und Mobilität.
Am 7. Juni 2015 wurde sie zum Mitglied des Staatsrates ernannt, wo sie Agnès Rausch ersetzte. Am 14. April 2018 trat sie von dieser Funktion zurück um ihren Parteikollegen Claude Adam im  Parlament  zu ersetzen. Bei den Wahlen zum luxemburgischen Parlament im Oktober 2018 wurde sie wiedergewählt. Sie verzichtete aber auf ihr Mandat, um ab dem 5. Dezember 2018 den Posten als Ministerin für Wohnungsbau und Ministerin für Kultur in der Regierung Bettel-Schneider-Braz anzutreten; Djuna Bernard rückte für sie nach.